# Hoang Thanh Trang
Hoang Thanh Trang (Hanoi, 25 aprile 1980) è una scacchista vietnamita naturalizzata ungherese, Grande maestro.
Si trasferì all'età di dieci anni a Budapest con la famiglia.

## Carriera

### Giovanili e juniores
Ha vinto nel 1998 a Kozhikode il Campionato del mondo juniores femminile (under-20), ottenendo di conseguenza il titolo di Maestro Internazionale.

### Risultati individuali
Nel 2000 ha vinto a Udaipur il campionato asiatico femminile con 9/11 e nel 2001 ha vinto con 8/9 il torneo zonale di Manila.
Nel 2007 la FIDE le ha riconosciuto il titolo di Grande Maestro assoluto.
Nel novembre 2018 ha preso parte al campionato del mondo femminile. Dopo aver superato nel primo turno l'armena Elina Danielian per 2½ - 1½ dopo gli spareggi rapid è stata eliminata al secondo turno dalla russa Kateryna Lagno per 1 - 3, nuovamente dopo gli spareggi rapid.
Il suo rating nella lista FIDE di novembre 2018 è di 2448 punti Elo, che la rende la 32ª giocatrice al mondo e prima in Ungheria.

### Nazionale
Ha partecipato a sette olimpiadi degli scacchi dal 1994 al 2008, cinque volte col Vietnam e due con l'Ungheria, vincendo la medaglia d'oro in prima scacchiera alle olimpiadi di Bled 2002.
Nel 2005 ha vinto la medaglia d'oro in prima scacchiera al campionato europeo femminile a squadre di Saint-Vincent.